# Pristen'
Pristen' (in russo Пристень?) è un insediamento di tipo urbano della Russia europea, nell'oblast' di Kursk; è il centro amministrativo del distretto Pristenskij.
Si trova 78 km a sud-est di Kursk.